# Pittonotus
Pittonotus là một chi bọ cánh cứng trong họ 
Elateridae.
Chi này được miêu tả khoa học năm 1859 bởi Kiesenwetter.

## Các loài
Các loài trong chi này gồm:
- Pittonotus simoni (Stierlin, 1879)
- Pittonotus theseus (Germar, 1817)